# Jasper Liefhebber
Jasper Liefhebber (Rotterdam, 1591 - aldaar 28 mei 1641) was een Nederlandse admiraal.
In 1621 werd Liefhebber kapitein bij de Admiraliteit van de Maze. In 1622 deed hij mee aan een expeditie van admiraal Jochem Swartenhondt tegen Gibraltar. In 1623 was hij actief tegen de Duinkerker kapers. In 1625 werd hij kapitein van de Vlieghende Groene Draeck tot 1628. Op 28 april 1628 werd hij bij de Maze viceadmiraal en gebruikte nu hetzelfde schip als vlaggenschip. Datzelfde jaar en in 1629 was hij eskadercommandant tijdens de campagne van Piet Heyn in West-Indië. Toen Heyn in 1629 luitenant-admiraal werd, moest Liefhebber zijn schip afstaan. Liefhebber werd na de dood van Heyn in 1629 gepasseerd voor het luitenant-admiraalschap door Filips van Dorp en tevens achtergesteld bij de opkomende Maarten Tromp: hij moest genoegen nemen met de mindere Prins Hendrik, terwijl Tromp de Vlieghende Groene Draack als schip had. Later kreeg Liefhebber de nieuwe Maeght van Dordrecht als vlaggenschip. Van 1631 tot en met 1634 voerde hij konvooidiensten uit in de Noordzee en Het Kanaal of beval de blokkadevloot voor Duinkerken.
Vanaf 1635 raakte hij betrokken bij het conflict tussen de incompetente Van Dorp met de Staten van Holland, die Tromp dat jaar Liefhebbers functie aanboden. Tromp wees dat af, maar Liefhebber was zeer gekrenkt. In 1637 groeide de wanorde bij de vloot hem boven het hoofd en op 12 september 1637 kreeg hij, samen met Van Dorp en de blokkadevloot vroegtijdig terugkerend naar Hellevoetsluis, op verzoek ontslag. Liefhebber had eerder grote ruzie gehad met Witte de With, maar was geen haatdragende man: na zijn ontslag beval hij De With (via een brief aan Constantijn Huygens) bij de stadhouder aan voor het viceadmiraalschap; het belang van het vaderland ging immers voor: alhoewel dat ick door quaetnijdige menschen mijnen dienst hebbe moeten quiten, en sal evenwel niet manqueren een eerlick Liefhebber van mijn vaderlant te sijn, ende sal altijt blijven.
In 1641 werd Jasper Liefhebber schepen (wethouder) in Rotterdam, maar hij stierf nog datzelfde jaar.